# Canal general de telecomunicación
El canal de comunicación general (GCC) fue definido por G.709 es un canal lateral dentro de banda utilizado para transportar información de señalización y gestión de transmisión dentro de los elementos de la red de transporte ópticos.
Dos tipos de GCC es disponible:
- GCC0 – dos bytes dentro de la sobrecarga  OTUk. GCC0 se termina en cada punto 3R (remodelación, reprogramación, reamplificación) y se utiliza para transportar el protocolo de señalización GMPLS y/o la información de gestión.
- GCC1/2 – cuatro bytes (cada uno de dos bytes) dentro de la sobrecarga de ODUk. Estos bytes se utilizan para la información del cliente de un extremo a otro y el equipo OTN no debe tocarlos.

A diferencia de SONET/SDH, donde el canal de comunicación del datos (DCC) tiene una velocidad de datos constante, la velocidad de datos GCC depende de la velocidad de la línea OTN. Por ejemplo, la elocidad de datos GCC0 en el caso de OTU1 es ~333kbit/s, y para OTU2 su velocidad de datos es ~1.3 Mbit/s.
- Datos: Q5531780